# ویلونگو
ویلونگو (به ایتالیایی: Villongo) یک کومونه در ایتالیا است که در استان برگامو واقع شده‌است. ویلونگو ۵٫۹۳ کیلومتر مربع مساحت و ۷٬۸۹۴ نفر جمعیت دارد و ۲۳۳ متر بالاتر از سطح دریا واقع شده‌است.